# KPP-Gleichung
Die Kolmogorov-Petrovsky-Piscounov-Gleichung (KPP-Gleichung nach Andrei Kolmogorow, Iwan Petrowski und Nikolai Piskunow 1937) ist eine nichtlineare partielle Differentialgleichung von der Form einer Reaktions-Diffusions-Gleichung.
Ein Spezialfall ist Fishers-Gleichung (nach Ronald Aylmer Fisher 1937) der Populationsdynamik, eine stetige Variante der Logistischen Gleichung (siehe auch Logistische Funktion).

## Hauptteil
Die KPP-Gleichung hat die Form:
{\displaystyle \partial _{t}u=\partial _{x}^{2}u+g(u)}
mit einer nichtlinearen Funktion {\displaystyle g(u)}, die erfüllt: {\displaystyle g(1)=g(0)=0}, {\displaystyle g(u')>0} und {\displaystyle {\tfrac {dg}{du}}(u')<{\tfrac {dg}{du}}(0)} für {\displaystyle 0<u'<1} (Das Intervall [0,1] ist häufig auch das Definitionsintervall der Variablen {\displaystyle u}, wenn diese eine Konzentration angibt).
Fishers Gleichung ist ein Spezialfall der Form:
{\displaystyle \partial _{t}u=\partial _{x}^{2}u+u\cdot (1-u)=\partial _{x}^{2}u+u-u^{2}}
Manchmal wird statt des Reaktionsterms {\displaystyle g(u)=u\cdot (1-u)} auch ein Term {\displaystyle g(u)=r\cdot u\cdot (1-u)} angegeben, ähnlich wie bei der Logistischen Gleichung.
Dies ist eine semilineare parabolische Gleichung zweiter Ordnung. Sie wird verwendet, um verschiedene Vorgänge in der Natur zu modellieren, beispielsweise die Populationsdynamik oder chemische Reaktionen.
Die Differentialgleichung besteht aus einem Diffusionsterm {\displaystyle \partial _{x}^{2}u} und einem nichtlinearen Reaktionsterm {\displaystyle u-u^{2}}.
Verwendet man eine ortsunabhängige Funktion {\displaystyle f(t)=u(x,t)}, so erhält man die gewöhnliche Differentialgleichung
{\displaystyle \partial _{t}f=f-f^{2}}.
An dieser kann man erkennen, dass mit dem Modell ein exponentielles Wachstum {\displaystyle \partial _{t}f=f} modelliert wird, das jedoch einen Sättigungsterm {\displaystyle -f^{2}} enthält. Dieser steht z. B. bei der Populationsdynamik für die begrenzte Nahrungsversorgung oder bei chemischen Reaktionen für die Sättigung der Konzentration.

## Reaktionsfronten
Verwendet man die Gleichung zur Modellierung einer örtlich lokalisiert startenden Reaktion, so ist klar, dass sich eine Reaktionsfront ausbildet. Diese besitzt, wie man zeigen kann, eine minimale Ausbreitungsgeschwindigkeit.
Verwendet man den für Wellen üblichen Ansatz
{\displaystyle u(x,t)=f(x-vt)=f(w)},
so erhält man nach Einsetzen die gewöhnliche Differentialgleichung zweiter Ordnung
{\displaystyle \partial _{w}^{2}f+v\partial _{w}f+f-f^{2}=0}.
Nach Linearisierung und unter der Annahme, dass die "Konzentration" f nur Werte zwischen 0 und 1 annehmen kann, erhält man die Gleichung für die Eigenwerte
{\displaystyle \lambda _{1,2}={\frac {-v\pm {\sqrt {v^{2}-4}}}{2}}}.
Da diese für stabile Wellen reell sein müssen, muss {\displaystyle v\geq 2} gelten.

## Verallgemeinerungen
Die Fisher-Gleichung kann verallgemeinert werden zu:
{\displaystyle \partial _{t}u=\partial _{x}^{2}u+(1-u^{m})u}
mit einer positiven ganzen Zahl {\displaystyle m}.
Im Fall der Fisher-Gleichung gilt dann {\displaystyle m=1}.